# Esame di Stato in Italia
L'esame di Stato conclusivo del corso di studio di istruzione secondaria superiore, brevemente esame di Stato (per antonomasia), è la prova finale che conclude il corso di studi della scuola secondaria di secondo grado in Italia. Ancora oggi è correntemente noto anche con il nome, in vigore fino alla riforma Berlinguer del 1997, di "esame di maturità".
Chi lo supera consegue un diploma di scuola secondaria, necessario per l'accesso all'università e a svariati indirizzi professionali. Per il superamento dell'esame di Stato il punteggio minimo è 60/100, il massimo è 100/100 e lode. I diplomati con 100/100 e lode vengono iscritti nell'albo nazionale delle eccellenze curato da INDIRE.

## Sinossi storica
Numerose sono state nel corso degli anni le modifiche apportate agli esami, modifiche volte ad adeguarli alle istanze socio-culturali di ciascuna epoca e al mutare delle esigenze e degli obiettivi della scuola secondaria; modifiche che hanno riguardato sia la struttura delle prove scritte e orali, sia la composizione delle commissioni giudicatrici, sia le formule per l'assegnazione dei voti finali.
Queste le riforme succedutesi in Italia a partire da quella del 1923:
- 1923 – Riforma Gentile: introduzione dell'esame di maturità, un esame di Stato svolto al termine degli studi liceali, unici a permettere l'accesso all'università. Quattro/sei prove scritte (a seconda del liceo) e orale su tutte le materie dell'intero corso, quindi tre anni per il liceo classico e quattro anni per il liceo scientifico (la riforma Gentile non prevedeva "programmi di studio", bensì "programmi d'esame", da modulare durante i vari anni dell'intero corso; gli insegnanti avevano il compito di preparare gli studenti al superamento degli esami e quindi potevano organizzare le lezioni, nei vari anni del corso, secondo propri metodi). La commissione esaminatrice era costituita esclusivamente da docenti esterni, in gran parte professori universitari, ed era presieduta formalmente dal ministro. Gli esami si tenevano fuori sede (40 sedi su tutto il territorio nazionale per la maturità classica, 20 sedi per la maturità scientifica). La votazione non prevedeva un punteggio unico, ma tanti voti quante erano le materie. Era prevista la sessione di esami di riparazione. Le prime tre prove scritte, comuni ad entrambi i licei, erano italiano, latino (traduzione in italiano dal latino) e ancora latino (traduzione in latino dall'italiano); le altre prove erano greco per il classico, lingua straniera, matematica e disegno (prova grafica) per lo scientifico. L'impatto di questo nuovo esame fu pesante: nell'anno scolastico 1924/25 i promossi furono il 59,5% alla maturità classica e 54,9% alla maturità scientifica (l'anno precedente, quello dell'esordio, la percentuale era stata ancora più bassa). L'esame fu alleggerito negli anni successivi dal ministro Pietro Fedele, sotto la pressione di molti gerarchi fascisti e dell'opinione pubblica in generale.
- 1940 – Riforma Bottai: a causa della seconda guerra mondiale, vennero apportate molte semplificazioni nelle procedure dell'esame di maturità di Gentile. Successivamente, il propagarsi del conflitto anche nel territorio italiano, che a partire dal 1943 rese estremamente problematico lo spostamento di studenti e insegnanti e la convocazione stessa delle commissioni esterne, portò a disporre la sostituzione dell'esame con uno scrutinio finale.
- 1952 – ministro Guido Gonella (Legge 25 luglio 1952, n. 1059): venne ripristinato l'esame di maturità di Gentile per il numero delle prove scritte e per l'orale che per la formazione della Commissione. Novità: introduzione dei membri interni (prima due, poi uno) e limitazione dei programmi ai due anni precedenti l'ultimo, per i quali venivano richiesti soltanto “cenni”.
- 1958 – ministro Adone Zoli (Legge 6 marzo 1958 , n. 184): negli esami di maturità scientifica la prova di versione in latino dall'italiano è soppressa (riduzione del numero di esami scritti da sei a cinque).
- 1969 – ministro Fiorentino Sullo (Legge 5 aprile 1969, n. 119)[3]: due prove scritte e due materie per il colloquio (di cui una a scelta del candidato); punteggio finale espresso in sessantesimi; soppressione degli esami di riparazione e liberalizzazione degli accessi agli studi universitari. Nelle classi sperimentali due prove scritte ma colloquio orale su tutte le materie del quinto anno. La commissione era completamente esterna tranne che per la presenza di un membro interno. Le nuove norme avrebbero dovuto avere una validità sperimentale di soli due anni, ma la legge 15 aprile 1971, n. 146 ne prorogò l'applicazione «sino all'entrata in vigore della legge di riforma della scuola secondaria» che arrivò solo quasi 30 anni dopo.
- 1994 – ministro Francesco D'Onofrio (art. 23 Legge 23 dicembre 1994, n. 724): non cambiò la formula dell'esame, vennero unicamente introdotti nuovi criteri per la nomina di presidenti e membri esterni della commissione che, al fine di limitare le spese di trasferta, dovevano essere preferibilmente selezionati fra quelli disponibili nello stesso comune della commissione o, in subordine, dalla stessa provincia o regione, e solo come ultima possibilità dalle altre regioni. I nuovi criteri di nomina furono applicati per la prima volta in occasione dei successivi esami del 1995.
- 1997 – riforma Berlinguer: la prova cambiò molto, a cominciare dalla denominazione, da maturità a esame di Stato, basato sulla verifica e certificazione delle conoscenze, competenze e capacità. Tre le prove scritte, di cui la terza predisposta dalla commissione e colloquio su tutte le discipline dell'ultimo anno; introduzione del credito scolastico e del credito formativo. La Commissione era composta da 6 o 8 commissari, di cui metà interni e metà esterni, più il Presidente esterno all'Istituto. Votazione espressa in centesimi: 45 punti alle prove scritte, 35 al colloquio orale, 20 punti al credito scolastico. Viene valorizzata la presenza nell'esame della lingua straniera. Il nuovo esame di Stato conclusivo debuttò alla fine dell'anno scolastico 1998/1999[4].
- 2001 – Riforma Moratti , legge 28 dicembre 2001, n. 448 (legge finanziaria per il 2002): le commissioni d'esame sono costituite da soli membri interni e da un Presidente esterno nominato per tutte le commissioni operanti in ciascun Istituto.
- 2007 – ministro Giuseppe Fioroni (Legge 11 gennaio 2007, n. 1): ritorno alle commissioni miste, reintroduzione dell'ammissione all'esame, credito scolastico da 20 a 25 punti, da 35 a 30 punti per il colloquio.
- 2010 – Riforma Gelmini, DPR 22 giugno 2009, n. 122: dall'anno scolastico 2009/2010, per essere ammessi all'esame di Stato bisogna riportare un voto almeno pari al sei in tutte le discipline, non basta più la semplice media sufficiente. Inoltre, per i privatisti, è previsto un esame di ammissione all'esame di Stato.
- 2012 – ministro Francesco Profumo: nell'anno scolastico 2011/2012 viene attuato il DPR 23 luglio 1998 n. 323 che prevede l'invio alle commissioni d'esame delle tracce delle prove scritte per via telematica, attraverso un sistema criptato a doppia chiave, solo pochi minuti prima dell'inizio della prova. In precedenza, fino al 2011, i testi delle prove scritte venivano stampati e chiusi in buste plastificate, sigillate a calore. Qualche giorno prima degli esami le buste venivano consegnate dal Ministero ai Provveditori agli Studi (dal 2000 divenuti Dirigenti degli Uffici scolastici provinciali), per le commissioni di propria competenza. Dai Provveditori venivano quindi consegnate ai dirigenti scolastici (o loro delegati), i quali a loro volta li affidavano in custodia alle forze di pubblica sicurezza che, a loro volta, la mattina della prima prova scritta, le consegnavano ai presidenti delle diverse commissioni poco prima dell'inizio dell'esame. L'anno 2017 si qualifica come esame di maturità più difficile degli ultimi anni, tenuto conto del fatto che l'intero esame coprì il 75% del voto finale, che in prima prova uscì Giorgio Caproni, autore non rientrante nei programmi didattici. L'ultimo anno scolastico a prevedere la terza prova fu il 2017/2018.
- 2017 – ministra Valeria Fedeli: dall’anno scolastico 2018/2019 cambia la composizione dell’esame di Stato. L’esame è composto da due prove scritte e un colloquio orale che dà rilevanza all’esperienza dell’alternanza scuola-lavoro (ASL). Criterio di ammissione per l’esame di Stato sono le prove invalsi di italiano, matematica e inglese. Viene richiesta la media del sei in tutte le materie. Le prove scritte hanno valutazione massima a 20 (prima era 15), il colloquio passa a 20 (prima era 30). I crediti scolastici hanno un massimo di 40 punti, anziché di 25.
- 2020 – ministra Lucia Azzolina: a causa della pandemia di COVID-19 viene introdotta la Didattica a distanza, la quale dura da marzo a giugno. L'esame di Stato viene sempre svolto in presenza ma con delle norme particolari per evitare eventuali contagi: vengono escluse le prove scritte e si svolge solo una prova orale in presenza con il presidente di commissione come unico esterno. Il colloquio consiste nella discussione di un elaborato sulle materie d'indirizzo, nell'analisi di un testo di letteratura italiana in prosa o poesia. In seguito viene proposto un documento dalla commissione a partire dal quale vengono effettuati dei collegamenti interdisciplinari. Nella parte finale la commissione propone delle domande di cittadinanza e Costituzione e infine lo studente effettua la presentazione dei percorsi di PCTO (Percorsi per le Competenze Trasversali e l'Orientamento - ex Alternanza Scuola-Lavoro).
- 2021 – ministro Patrizio Bianchi: a causa del protrarsi della pandemia di COVID-19 si segue la stessa impostazione dell'anno precedente. Le uniche differenze sono: ammissione non garantita (bisogna avere sufficienze in tutte le materie);  creazione di un elaborato, con la struttura già inaugurata il precedente anno. In seguito viene analizzato un brano di letteratura italiana, in poesia o in prosa, oggetto di studio nel quinto anno. In seguito, da un materiale predisposto dalla commissione esaminante, si struttura un discorso che tocca tutte le discipline. Infine si saggiano le conoscenze di cittadinanza, Costituzione e Percorsi per le Competenze Trasversali e per l’Orientamento (PCTO, ex ASL).
- 2022 – ministro Patrizio Bianchi: l'esame di Stato prevede la prima prova scritta inviata dal Ministero dell'Istruzione, la seconda prova predisposta dalle commissioni (ancora interne, con presidente esterno) e un orale in cui da un materiale si strutturerà un discorso pluridisciplinare. Sarà esaminato il PCTO e le competenze di cittadinanza e costituzione. I crediti scolastici acquisiti negli ultimi tre anni pesano eccezionalmente per un massimo di 50 punti; la prima prova vale 15 punti, la seconda 10 e il colloquio orale 25.
- 2023 – ministro Giuseppe Valditara: l'esame di Stato torna alla forma del 2017 in seguito al termine della pandemia Covid-19. Ambo le prove sono predisposte dal MIM e le commissioni ritornano alla formazione mista: metà commissari interni e metà esterni, con Presidente esterno. La partecipazione alle prove invalsi è obbligatoria, mentre l'unica deroga rispetto alla normativa è rappresentata dall'esperienza di PCTO, che non è requisito d'ammissione. In questo anno l’esame di maturità viene effettuato con una prova solo orale (dal valore di 60 centesimi) in diversi comuni della Romagna a causa dell’alluvione che ha colpito la zona nel mese di maggio.

## Descrizione, finalità e tempistiche
Secondo la legge 10 dicembre 1997, n. 425, l'esame ha come fine «l'analisi e la verifica della preparazione di ciascun candidato in relazione agli obiettivi generali e specifici propri di ciascun indirizzo di studi; essi si sostengono al termine del corso di studi della scuola secondaria superiore e, per gli istituti professionali e per gli istituti d'arte, al termine dei corsi integrativi».
L'esame di maturità può essere sostenuto da tutti gli studenti che abbiano frequentato un qualsiasi indirizzo della scuola secondaria di secondo grado della durata quinquennale, nonché dai privatisti. Complessivamente, si tiene al termine della tredicesima annata complessiva di scolarità, calcolata a partire dalla prima elementare: stante ciò, l'anno scolare in cui si svolge è di norma quello in cui si compiono i 19 anni d'età (anche se esistono eccezioni relative ad anticipi o abbreviazioni di corso).
In Italia negli esami di Stato di alcune scuole secondarie di secondo grado esiste l’acronimo ESABAC. Tale acronimo nasce dall’unione di «Esame di Stato» italiano e «Baccalauréat» francese. Viene offerta la possibilità per gli studenti liceali italiani e francesi di conseguire, con lo stesso esame, il diploma italiano e il diploma francese con i quali iscriversi all’università in Francia oppure in Italia.

## Gli atti prodromici

### La scelta delle materie
Intorno alla fine di gennaio dell'anno scolastico, il Ministero della pubblica istruzione sceglie le materie oggetto delle seconde prove scritte, differenti per ogni indirizzo scolastico, e le date di svolgimento delle prove scritte, comuni a tutti gli istituti italiani (nonché per le scuole italiane all'estero dell'emisfero boreale). Nello stesso periodo, nella maggior parte dei casi, in ogni classe vengono decisi anche i commissari interni (scelti tra i docenti del Consiglio di classe del quinto anno di scuola secondaria superiore) che faranno parte della commissione d'esame.

### Ildocumento del 15 maggio
In vista dell'esame viene steso, entro il 15 maggio, il Documento del Consiglio di Classe che contiene le relazioni collegiali dei docenti sulle rispettive classi, relazioni che mettono in luce i metodi didattici adottati, i programmi svolti e i risultati conseguiti. Il documento deve essere reso pubblico e visionabile da chiunque sul sito web della scuola.

### L'assegnazione del punteggio
Secondo la legge n. 425/1997, gli studenti ottenevano durante il triennio (gli ultimi tre anni di scuola superiore) un punteggio - i cosiddetti "crediti scolastici" - definito alla fine di ogni anno in base ai seguenti criteri in ordine di importanza: la media dei voti ottenuti, la condotta, le attività svolte durante il corso dell'anno scolastico e altri fattori ritenuti più o meno rilevanti dai docenti. Durante il terzo e il quarto anno venivano assegnati 6 punti massimi per anno (12 in totale), mentre nell'ultimo anno, il quinto, si poteva arrivare a un limite di 8 punti annuale (20 in tutto). Questi costituivano parte integrante del voto finale dell'esame, insieme ai 45 punti massimi delle prove scritte (15 per ogni prova) e ai 35 della prova orale. A discrezione della commissione d'esame, potevano essere assegnati anche da uno a cinque punti aggiuntivi (chiamati anche punti bonus) dopo la conclusione dell'esame. Il punteggio minimo per la promozione era di 60, mentre il massimo era di 100. Agli studenti che raggiungevano i 100/100 senza l'aggiunta dei cosiddetti "punti bonus" la commissione poteva assegnare la lode (quest'ultima fino al 2007 non prevista ufficialmente, ma assegnata con criteri vari da molte commissioni d'esame agli studenti più brillanti).
Nell'anno scolastico 1998/1999, il primo in cui entrò in vigore la votazione in centesimi introdotta dalla riforma Berlinguer, i punti di credito erano attribuiti solo agli studenti dell'ultimo anno, nel 1999/2000 a quelli degli ultimi due anni. La distribuzione dei punti "6+6+8" entrò a regime solo nel 2000/2001.
Con la nuova normativa regolata dalla legge 11 gennaio 2007, n. 1 sono state attuate le seguenti modifiche:
- la valutazione rimane in centesimi ed il punteggio minimo complessivo per superare l'esame rimane di 60/100;
- credito scolastico: la nuova legge sull'esame di Stato ne modifica il punteggio, portandone il massimo da 20 a 25 punti (otto nel terzo e nel quarto anno e nove nel quinto), per valorizzare la carriera scolastica dello studente;
- prove scritte: il totale dei punti è sempre 45, ripartiti in ugual misura tra le prove (fino a 15 punti ciascuna). Una prova scritta valutata come sufficiente non può ricevere un punteggio inferiore a 10;
- colloquio orale: il punteggio passa da 35 a 30 e i 5 punti tolti al colloquio sono aggiunti, distribuiti negli ultimi tre anni del percorso scolastico, al punteggio di credito scolastico, rispettando le fasce corrispondenti alla media dei voti riportati dallo studente nello scrutinio finale;[8]
- bonus fino a 5 punti: attribuito dalla commissione a un candidato che abbia sostenuto un esame brillante, purché abbia ottenuto un credito scolastico di almeno 15 punti (su un massimo di 25) e un risultato complessivo della prova di esame pari almeno a 70 punti (su un massimo di 75). La commissione decide i requisiti per eventualmente frazionare il bonus.

A coloro che conseguono il punteggio massimo di 100 punti senza fruire del bonus la commissione può attribuire la lode, purché il candidato abbia riportato negli ultimi 3 anni scolastici valutazioni uguali o superiori a 8 per tutte le materie. Per l'attribuzione della lode è inoltre richiesta l'unanimità della commissione.
In sintesi:
- 25 punti per i crediti scolastici durante il triennio:
  - 8 punti al terzo e 8 punti al quarto anno di studi;
  - 9 punti al quinto anno di studi;
- 45 punti per le prove scritte (15 punti per ogni prova);
- 30 punti per la prova orale;
- 5 punti di bonus.

L'attuale suddivisione dei punti alla maturità è iniziata con l'anno scolastico 2008/2009; tuttavia a partire dal 2019 è stata stabilita una nuova ripartizione del punteggio massimo nel voto in centesimi:
- 40 punti di credito scolastico (rispettivamente 12, 13 e 15 punti negli ultimi tre anni, se si ottiene una media dei voti pari almeno a 9);
- 20 punti per la prima prova (italiano);
- 20 punti per la seconda prova (materia caratteristica dell'indirizzo di provenienza);
- 20 punti per il colloquio orale.

### L'ammissione all'esame di Stato
All'esame di Stato sono ammessi:
1. gli studenti delle scuole superiori statali, paritarie o private che abbiano frequentato l'ultimo anno di corso e che siano stati ammessi in sede di scrutinio finale secondo le modalità previste;
2. i candidati esterni che abbiano regolarmente presentato domanda;
3. gli studenti che, oltre ad aver riportato, nello scrutinio finale della penultima classe, non meno di otto decimi in ciascuna disciplina, abbiano seguito un corso regolare di studi di istruzione secondaria superiore, riportando una votazione non inferiore a sette decimo in ciascuna disciplina negli scrutini finali dei due anni antecedenti il penultimo, senza essere incorsi in ripetenze nei due anni predetti e abbiano regolarmente presentato domanda (i cosiddetti "ottisti");
4. i candidati non appartenenti a Paesi dell'Unione europea, che abbiano frequentato con esito positivo in Italia o presso istituzioni scolastiche italiane all'estero classi di istruzione secondaria superiore, che si presentino in qualità di candidati esterni, previo superamento dell'esame preliminare qualora non abbiano conseguito la promozione o l'idoneità all'ultima classe;
5. i candidati esterni che non siano in possesso di promozione all'ultima classe e che debbano superare un esame preliminare inteso ad accertare la loro preparazione sulle materie previste dal piano di studi dell'anno o degli anni per i quali non siano in possesso della promozione o dell'idoneità alla classe successiva, nonché su quelle previste dal piano di studi dell'ultimo anno. Si tiene conto anche di crediti formativi eventualmente acquisiti. Il superamento dell'esame preliminare, anche in caso di mancato superamento dell'esame di Stato, vale come idoneità all'ultima classe.

La nuova legge introduce l'ammissione all'esame: a partire dall'anno scolastico 2008/09, possono sostenere l'esame gli studenti dell'ultimo anno che nello scrutinio finale abbiano riportato un valore sufficiente (almeno sei decimi) della media generale e che abbiano comunque saldato, entro il 15 marzo dello stesso anno di riferimento, tutti i debiti formativi contratti negli anni scolastici precedenti.
L'esame si compone di quattro prove, delle quali tre sono scritte e una è orale. A ogni prova l'esaminando deve munirsi di un documento d'identità valido (carta d'identità, patente, o passaporto) e dell'occorrente necessario. Alla fine dell'anno scolastico i consigli di classe espongono i quadri in cui vengono riportati i crediti ottenuti nel triennio e la somma totale: gli studenti vengono così ammessi allo svolgimento dell'esame di Stato.

### Le commissioni d'esame
La riforma Moratti stabiliva che le commissioni d'esame erano costituite soltanto da tutti i docenti componenti i singoli consigli di classe con funzione di commissari interni e da un presidente esterno comune a tutte le commissioni operanti nell'istituto.
Secondo quanto disposto dalla legge finanziaria n. 448/2001 sono state reintrodotte le commissioni miste, costituite per metà da commissari esterni e per metà da membri interni della classe e presiedute da un presidente anch'esso esterno. Il numero massimo dei commissari è di sei, tranne che per alcuni indirizzi di studio nei quali ne vengono assegnati quattro. Ogni due classi sono nominati un presidente unico e tre commissari esterni comuni alle classi stesse. Le materie affidate ai membri esterni, come anche la materia oggetto della seconda prova scritta, sono scelte dal Ministero della pubblica istruzione. La nomina del presidente e dei commissari esterni è di competenza dell'Amministrazione, sulla base delle domande avanzate dagli interessati, mentre la designazione dei commissari interni è effettuata dal Consiglio di classe, tra i docenti titolari dell'insegnamento delle materie non affidate ai commissari esterni.
In sede di designazione, i Consigli di classe devono tener conto dell'esigenza di assicurare un'equa e ponderata ripartizione delle materie oggetto di studio dell'ultimo anno, cercando di favorire, per quanto possibile, l'accertamento della conoscenza della lingua straniera studiata durante l'anno. A ogni commissione sono assegnati non più di trentacinque candidati. Ciascuna commissione di istituto legalmente riconosciuto o pareggiato è abbinata a una commissione di istituto statale o paritario. La presenza nella commissione di sei componenti, tra i quali alcuni titolari di insegnamenti di più discipline, e quella del presidente, munito anch'egli di competenze disciplinari specifiche, assicurano allo svolgimento dell'esame, e in particolare alla conduzione del colloquio, il carattere di multidisciplinarità previsto dalla legge.

## Le prove

### Prima prova
Si tratta della composizione di un testo in lingua italiana ed è l'unica prova comune per tutti gli indirizzi di studi. Allo studente viene fornito un fascicolo con le tracce disponibili e i materiali utili per lo svolgimento.
Durante lo svolgimento della prova, della durata di sei ore dalla consegna della traccia, è possibile consultare dizionari di lingua italiana.

#### Prima provaclassica(fino al 1998)
Per decenni la prima prova consisteva in tre o quattro tracce corte, quasi mai accompagnate da testi o citazioni (apparsi solo a partire dagli anni '90), e trattantesi di richieste di spiegazioni di argomenti molto dettagliati, interamente da produrre sulla base della memoria del candidato. Vi erano solitamente tre tracce comuni a tutti gli indirizzi (una traccia su un tema storico, una su un tema d'attualità, una su un tema letterario) e una o due per ogni specifico indirizzo.

#### Ordinamento con la Riforma Berlinguer (1999 - 2018)
Nella prima prova lo studente poteva scegliere tra quattro tracce principali:
- Tipologia A: riguarda l'analisi e il commento di un testo letterario in prosa o in poesia;
- Tipologia B: un argomento scelto fra quattro ambiti tematici (storico-politico, socio-economico, artistico-letterario e tecnico-scientifico) svolto nella forma di un saggio breve, articolo di giornale, relazione, intervista o lettera aperta;
- Tipologia C: una traccia di tipo storico;
- Tipologia D: tema di attualità, inerente a un dibattito culturale in corso.

#### Ordinamento attuale con la Riforma Fedeli (dal 2019)
La prima prova ha subito dei cambiamenti messi in atto per la prima volta durante l'esame di maturità svolto alla fine dell'anno scolastico 2018/2019.
La prova si articola adesso come segue:
- Tipologia A: riguarda l'analisi e il commento di un testo letterario in prosa o in poesia. Il candidato può scegliere tra due tracce di due autori differenti. Con il nuovo ordinamento è stato deciso di utilizzare testi risalenti al massimo al 1861, l'anno della proclamazione del Regno d'Italia unito.
- Tipologia B: il candidato deve analizzare un testo proposto rispondendo a delle domande e in seguito esporre le proprie idee e considerazioni attraverso la redazione di un testo argomentativo, basandosi sulle proprie esperienze e conoscenze. Lo studente può scegliere fra tre tracce proposte.
- Tipologia C: allo studente è fornito un testo di tipo espositivo-argomentativo riguardante temi di attualità, sul quale deve esporre le proprie riflessioni e considerazioni attraverso la redazione di un tema libero o diviso in paragrafi. I testi tra cui scegliere sono due.

### Seconda prova
Questa prova è differenziata per ogni tipo di istituto e si basa su una materia che caratterizza il corso di studi: a metà dell'anno scolastico il ministero rende note le scelte per l'anno in corso. Per i corsi in cui le opzioni possibili sono soltanto due (liceo classico e liceo scientifico tecnologico) non c'è alcuna norma che preveda che le materie vengano alternate con regolarità, ma di fatto è sempre successo così.
- Liceo classico: dal 1999 traduzione di un brano dal latino o dal greco antico[19].
- Liceo linguistico: dal 2015 il Ministero indica su quale delle lingue straniere previste nei programmi verterà la prova. La prova consiste nella comprensione del testo proposto tramite delle domande a cui il candidato deve rispondere e nella produzione di un testo a partire da una traccia proposta.
- Liceo scientifico e liceo scientifico delle scienze applicate: prova di matematica, di fisica (dal 2004) o di latino (non scelta dal 1968). La prova propone due problemi e otto quesiti. Lo studente deve scegliere e svolgere uno dei due problemi e quattro degli otto quesiti. Lo studente può anche svolgere, in realtà, entrambi i problemi e/o più di quattro quesiti, però ad essere corretti ai fini della valutazione sono soltanto un problema e quattro quesiti; in genere lo studente deve indicare quali sono il problema e i quattro quesiti che intende far correggere e, quindi, far valere per il proprio voto. Se permesso dalla commissione e, in particolare, dal professore della commissione insegnante della materia della seconda prova, lo studente può non essere tenuto a indicare quali sono il problema e i quattro quesiti che intende far correggere; in questo caso il docente corregge tutto ciò che viene svolto e fa valere per il voto solo il problema e i quattro quesiti svolti nel modo migliore. La differenza tra problema e quesito risiede principalmente nei tempi di svolgimento. Come livello di competenze (difficoltà) essi sono simili, ma il problema è più lungo ed elaborato, in quanto è in genere suddiviso in più punti (solitamente 3, 4 o 5 punti), ognuno di lunghezza paragonabile a un singolo quesito. Poiché la decisione sull'argomento della prova verte su una materia caratteristica del quinquennio, il Ministero in passato ha optato anche per latino, tuttavia ciò non accade dal 1968[20].
- Liceo delle scienze umane: svolgimento del tema proposto (pedagogia, o psicologia o antropologia) e due domande su quattro proposte.
- Liceo economico-sociale (ex liceo delle scienze sociali): svolgimento di due temi su quattro proposti di scienze sociali.
- Liceo musicale: prova di teoria, analisi e composizione o di tecnologie musicali.
- Liceo artistico: la seconda prova riguarda attività di disegno, progettazione architettonica, grafica, pittorica, eccetera e si svolge in 3 giorni.
- Istituto tecnico per attività sociali (dirigenti di comunità): prova riguardante lingua straniera o un tema di psicologia e pedagogia.
- Istituto tecnico economico e tecnologico: prova riguardante una delle materie d'indirizzo (informatica, sistemi, telecomunicazioni, impianti, elettronica, elettrotecnica, meccanica, macchine ed energia, tecnologia meccanica, costruzioni aeronautiche e navali, disegno tecnico, fisica, chimica, topografia, estimo, lingua straniera, economia aziendale, eccetera)
- Istituto tecnico per geometri: prova riguardante una delle materie tecniche studiate nel triennio, differente in base all'articolazione od opzione (progettazione, costruzioni e impianti; topografia; estimo; tecnologie del legno nelle costruzioni; geologia e geologia applicata; tecnologie per la gestione del territorio e dell’ambiente).

La seconda sessione d'esame dura generalmente dalle quattro alle otto ore, a seconda della materia d'esame; fanno eccezione solo i licei artistici e gli istituti statali d'arte, in cui la durata varia fra tre e cinque giorni. È permesso l'uso della strumentazione necessaria per svolgere la prova, come ad esempio un vocabolario di lingua latina o greca antica nel caso dei licei classici, dizionari di lingue straniere nel caso dei licei linguistici, una calcolatrice nel caso dei licei e degli istituti scientifici, un manuale negli istituti tecnici e professionali.

#### Novità con la Riforma Fedeli (dal 2019)
Con l'attuazione della riforma Fedeli, la seconda prova può vertere su una o più materie d'indirizzo. Durante l'anno scolastico 2018/2019 le materie scelte dal Ministero dell'istruzione, dell'università e della ricerca sono state due per quanto riguarda i licei, dunque gli studenti hanno dovuto svolgere lo stesso esame su più di una materia d'indirizzo, nel caso dei licei linguistici su due lingue, nel caso dei licei classici su latino e greco e nel caso dei licei scientifici su matematica e fisica.

### Terza prova (fino al 2018)
Con la riforma del Ministro Valeria Fedeli, a partire dall'anno scolastico 2018/2019, la terza prova non viene più effettuata.
Questa prova scritta verteva su quattro o cinque materie scelte tra quelle del programma didattico dell'ultimo anno. La prova poteva contenere diversi tipi di quesiti:
- trattazione sintetica di argomenti;
- quesiti a risposta singola;
- quesiti a opzione di risposta;
- problemi a soluzione rapida;
- casi pratici e professionali;
- sviluppo di progetti.

La lingua straniera veniva in ogni caso inserita obbligatoriamente fra le materie della prova. Le materie della terza prova e le modalità venivano scelte dalla commissione dell'esame di Stato tra le materie che i commissari erano abilitati ad insegnare, nel rispetto del documento del Consiglio di classe (materie diverse per ogni Istituto).
Il tempo massimo per lo svolgimento di questa prova era dalle due alle tre ore (solitamente due ore e mezzo), salvo le dovute eccezioni diversificate in base alle peculiarità delle varie prove.

### Quarta prova (dal 2019 terza prova; solo per specifici indirizzi)
Nel caso di istituti a opzione linguistico-internazionale (francese, spagnolo e tedesco) e dei licei classici europei presso i Convitti Nazionali, esisteva una quarta prova vertente sulle discipline specifiche del tipo di scuola frequentato.
Con la riforma del Ministro Valeria Fedeli, che ha visto la sua prima attuazione nell'anno scolastico 2018/2019, quella che era prima conosciuta come quarta prova adesso viene considerata come terza prova.
Nel caso di licei con lingua francese a opzione ESABAC (esame di Stato italiano e Baccalauréat), la prova si articola in una prima prova di lingua e letteratura francese e una seconda prova di storia. Il contenuto di tali prove è inviato alle scuole dal Ministero dell'educazione nazionale, analogo francese del Ministero dell'Istruzione, Università e Ricerca italiano.
L'esito di tale prova fa media con l'esito della seconda prova scritta per calcolare il voto dell'esame di Stato e, aggiunto a un eventuale colloquio svolto contestualmente alla prova orale, costituisce da sé la valutazione del diploma straniero.

### L'esito degli scritti
Le due o tre prove scritte vengono valutate collegialmente dalla commissione, che assegna a ciascuna un punteggio fino a 20 punti, con il punteggio minimo per la sufficienza pari a 12. L'esito globale delle singole prove scritte, nonché il totale espresso in quarantesimi, deve essere esposto pubblicamente entro il giorno prima dell'inizio dei colloqui orali, insieme al conteggio dei crediti formativi pregressi.

### Prova orale
La sessione orale è un colloquio con tutti i docenti della commissione su argomenti dell'ultimo anno del corso di studi. L'ordine di interrogazione (i colloqui in genere vengono svolti nell'arco di diversi giorni, al massimo in un paio di settimane) parte dalla lettera estratta durante il primo giorno d'esame; solamente in casi eccezionali e motivati è possibile modificare l'ordine dei candidati.

#### Prima della Riforma Fedeli
Il colloquio si apriva, in genere, con l'esposizione della cosiddetta tesina, un percorso interdisciplinare di argomenti tra loro correlati sviluppato intorno a un tema centrale, scelto e preparato dallo studente stesso, che solitamente si avvaleva di supporti cartacei o multimediali. Normalmente le commissioni chiedevano che almeno titolo e argomenti della tesina venissero consegnati durante le prove scritte, in modo che i docenti avessero tempo di esaminarli. Successivamente alla presentazione della tesina, ogni commissario poneva domande relative alla propria materia, collegandosi o meno agli eventuali argomenti presentati nella tesina.

#### Ordinamento scolastico attuale
A partire dall'anno scolastico 2018/2019 la tesina è stata sostituita dalla scelta di tre buste ognuna vertente su uno specifico argomento sulla base della quale il maturando deve sostenere la prova.
Il colloquio si divide dunque in tre parti:
- il candidato deve scegliere fra tre buste chiuse il cui contenuto è stato selezionato dalla commissione. A partire dal contenuto all'interno della busta, che può essere di varia natura (un'immagine, un estratto, un dipinto, un testo poetico o in prosa), lo studente deve creare un discorso organico e interdisciplinare da esporre al momento. Lo studente può richiedere alcuni minuti per organizzare il discorso prima di iniziare il colloquio. La commissione ha comunque la facoltà di intervenire e porre domande al candidato;
- lo studente deve esporre una relazione, da lui preparata in precedenza, riguardo all'esperienza di PCTO. La relazione deve essere esposta oralmente con il supporto facoltativo di materiale scritto o presentazioni multimediali;
- il candidato è poi tenuto a esporre le proprie conoscenze acquisite durante il percorso di Cittadinanza e Costituzione, anche attraverso eventuali domande da parte della commissione.[22]

Il colloquio (che deve essere quanto più possibile interdisciplinare) può comprendere tutte le materie curricolari, a patto che fra i membri della commissione sia compreso un docente qualificato a tale scopo; ad esempio il docente incaricato per matematica può interrogare anche in fisica, se ha l'abilitazione a insegnarla e il collega titolare non fa parte della commissione. Al termine del colloquio la procedura richiede che lo studente venga informato sulle motivazioni delle valutazioni degli scritti, che dichiari le proprie intenzioni per il futuro (facoltà universitaria o scelte lavorative) e controfirmi il registro in cui vengono riportati gli argomenti su cui è stato interrogato.

### Conclusione
Dopo la conclusione di tutti i colloqui gli Istituti pubblicano i risultati ufficiali e definitivi delle prove. Nella maturità 2008 i voti in centesimi non sono stati pubblicati per la normativa sulla privacy. Dalla maturità 2009 i voti finali tornano a essere pubblicati.

### La consegna del diploma
Il diploma, che costituisce legalmente la prova dello svolgimento dei cinque anni di studi di scuola secondaria e dell'esame di Stato, viene consegnato in apposite cerimonie o presso le segreterie amministrative delle scuole. Il documento è necessario per l'iscrizione all'università e agli studi post-diploma. Viene realizzato dall'Istituto Poligrafico e Zecca dello Stato e riporta (in italiano, inglese, francese, spagnolo e tedesco) i dati principali dello studente.

## Segretezza delle tracce
Nel 1976, con una telefonata effettuata alla vigilia della prova d'italiano, uno sconosciuto, spacciandosi per il provveditore agli studi, riuscì a convincere una suora, preside di un istituto di Pavia, a prendere la busta contenente i titoli dei temi d'italiano, custodita in cassaforte, ad aprirla rompendo i sigilli di ceralacca con cui si usava garantirne l'integrità e a farsene leggere il contenuto, sostenendo che potesse esserci un errore di trascrizione da correggere. Al termine della telefonata, la preside, colta da dubbi, denunciò l'accaduto. La prova d'italiano venne rimandata su tutto il territorio nazionale, l'esame cominciò con un giorno di ritardo svolgendo per prima quella che avrebbe dovuto essere la seconda prova, mentre vennero preparati nuovi temi per la prova d'italiano, svolta successivamente. Questo non è l'unico caso noto in cui il contenuto di un testo d'esame venne divulgato in anticipo: un rinvio di ben cinque giorni delle prove d'esame, limitatamente ai soli licei classici, si era reso necessario nel luglio del 1948, quando lo storico e professore universitario Mario Attilio Levi, nominato in quell'occasione presidente di una commissione, venne derubato del plico sigillato contenente i temi d'esame a bordo di un autobus a Roma.

## Nella cultura di massa
Data la forte carica emotiva che da sempre suscita negli studenti, l'esame di Stato è stato più volte soggetto di opere musicali o audiovisive italiane. Il caso forse più famoso è quello di una canzone scritta nel 1984 dal cantautore Antonello Venditti, intitolata Notte prima degli esami, a cui si sono poi ispirati un film commedia omonimo ed il suo seguito, entrambi diretti da Fausto Brizzi, un remake francese (Nos 18 ans) diretto da Frederic Berthe e una miniserie, Notte prima degli esami '82, diretta da Elisabetta Marchetti.
Riferimenti dell'esame di maturità (e della sua preparazione) sono presenti nel film Ecce bombo, di Nanni Moretti. Altri riferimenti più o meno marcati all'esame di Stato sono presenti anche nei film Che ne sarà di noi di Giovanni Veronesi, Ovosodo di Paolo Virzì, Tre metri sopra il cielo di Luca Lucini, Ultimi della classe di Luca Biglione, Immaturi di Paolo Genovese, Meno male che ci sei di Luis Prieto e Classe Z di Guido Chiesa. Oltre a essere presenti nei lungometraggi, sono presenti allusioni nelle serie TV I liceali e Fuoriclasse.